# Euodynerus hidalgo
Euodynerus hidalgo (лат.) — вид одиночных ос из семейства Vespidae.

## Распространение
Встречаются в Северной Америке: Канада, США, Мексика.

## Описание
Длина переднего крыла самок 8,5—10,5 мм, а у самцов — 8,0—9,0 мм. Окраска тела в основном чёрная с жёлтыми отметинами. Гнёзда строят в древесине. Иногда поселяются в покинутых гнёздах земляных пчёл-антофорид и роющих ос Sceliphron (Sphecidae). Для кормления своих личинок добывают в качестве провизии гусениц бабочек из семейств Pyralidae (Phycitinae)